# ليندا بدوي
ليندا بدوي  ممثلة مصرية  من أصل لبنانى ظهرت في خلال ستينات القرن 20 وأدت أدوارا ثانوية بالعديد من الأفلام السينمائية وأدت دور المرأة اليونانية والزوجة اللاهية والخائنة.

## قائمة أفلامها
فيلم «شهر عسل بدون إزعاج» للمخرج عبد المنعم شكري  عام 1968.
فيلم «أخطر رجل في العالم» للمخرج نيازي مصطفى عام 1967.
فيلم «الزوج العازب» للمخرج حسن الصيفي عام 1966
فيلم «أيام ضائعة» للمخرج بهاء الدين شرف  عام 1965
مسلسل «القط الأسود» للمخرج عادل صادق عام 1964
فيلم «شباب وحب ومرح» للمخرج نجدي حافظ عام 1964
فيلم «سر الهاربة» للمخرج حسام الدين مصطفى عام 1963
فيلم «عروس النيل» للمخرج فطين عبد الوهاب عام 1963
فيلم «طريق الشيطان» للمخرج كمال عطية عام 1963
فيلم «عريس لأختي» للمخرج أحمد ضياء الدين عام 1963
فيلم «سر الغائب» للمخرج كمال عطية عام 1962
فيلم «موعد في البرج» للمخرج عز الدين ذو الفقار عام 1962
فيلم «مذكرات تلميذة» للمخرج أحمد ضياء الدين عام 1962
فيلم «يوم الحساب» للمخرج عبد الرحمن شريف عام 1962
فيلم «طريق الأبطال» للمخرج محمود إسماعيل عام 1961
فيلم «عاشور قلب الأسد» للمخرج حسين فوزي عام 1961
فيلم «مافيش تفاهم» للمخرج عاطف سالم عام 1961
تمثيلية «البواب» للمخرج أحمد الجندي وتأليف عبد الغني قمر.

## وصلات خارجية
- ليندا بدوي على موقع IMDb (الإنجليزية)
- ليندا بدوي على موقع الدهليز
- ليندا بدوي على موقع قاعدة بيانات الأفلام العربية
- ليندا بدوي على موقع الدهليز
- ليندا بدوي على موقع كاروهات